# Nazlet Khater
Nazlet Khater is een archeologische vindplaats in Opper-Egypte waar bewijs is gevonden van vroege menselijke cultuur en anatomisch moderne mensen die dateren van ongeveer 30 tot 50.000 jaar geleden.
Opgravingen op de vindplaats Nazlet Khater 2 (boulder hill) leverden in 1980 de resten op van twee menselijke skeletten. Eén van de schedels was van een jonge man. De schedel was over het algemeen modern van vorm, maar het gezicht was erg breed. Ook waren er enkele archaïsche kenmerken te zien in de slaap en de onderkaak. Onder de schedel was het skelet robuust, maar verder anatomisch modern. Morfologische analyse van de Nazlet Khater-onderkaak geeft aan dat het zich onderscheidde van de onderzochte Noord-Afrikaanse exemplaren uit het Laat Pleistoceen en het Holoceen. 
Ron Pinhasi en Patrick Semal (2000) vonden sterke Middle Stone Age-sub-Sahara affiniteiten in het 33.000 jaar oude skelet van Nazlet Khater, Opper-Egypte, zoals de auteurs opmerkten: 
De morfometrische affiniteiten van het 33.000 jaar oude skelet van Nazlet Khater, Opper-Egypte worden onderzocht met behulp van multivariate statistische procedures. De resultaten duiden op een sterke associatie tussen enkele van de sub-Sahara Middle Stone Age-exemplaren en de Nazlet Khater mandibula, die verschillen van moderne sub-Sahara Afrikanen. Bovendien suggereren de resultaten dat de variabiliteit tussen Afrikaanse populaties tijdens de neolithische en protohistorische periodes uitgesprokener was dan het bereik van de variabiliteit dat werd waargenomen onder recente Afrikaanse en Levantijnse populaties.
Het skelet van Nazlet Khater 2 vertoont twee plesiomorfe kenmerken in de onderkaak, die niet voorkomen bij anatomisch moderne mensen uit dezelfde tijd. Dit suggereert dat de voorouders van het exemplaar zich mogelijk hebben vermengd met naburige laat-archaïsche mensen. Bij Nazlet Khater 4, in het zuidoosten, werden ook bijlen, klingen, stekers, eindschrabbers en getande werktuigen uit het laatpaleolithicum opgegraven. 
De vindplaats werd met behulp van koolstofdatering gedateerd op een periode tussen 30.360 en 35.100 jaar geleden. De overeenkomsten tussen NK2 en Europese mensen uit het laatpaleolithicum kunnen duiden op een nauwe relatie tussen dit exemplaar uit de Nijlvallei en moderne mensen uit het laatpaleolithicum. 
Sinds 2021 worden de skeletresten van Nazlet Khater tentoongesteld in Nationaal Museum van Egyptische Beschaving te Caïro.  

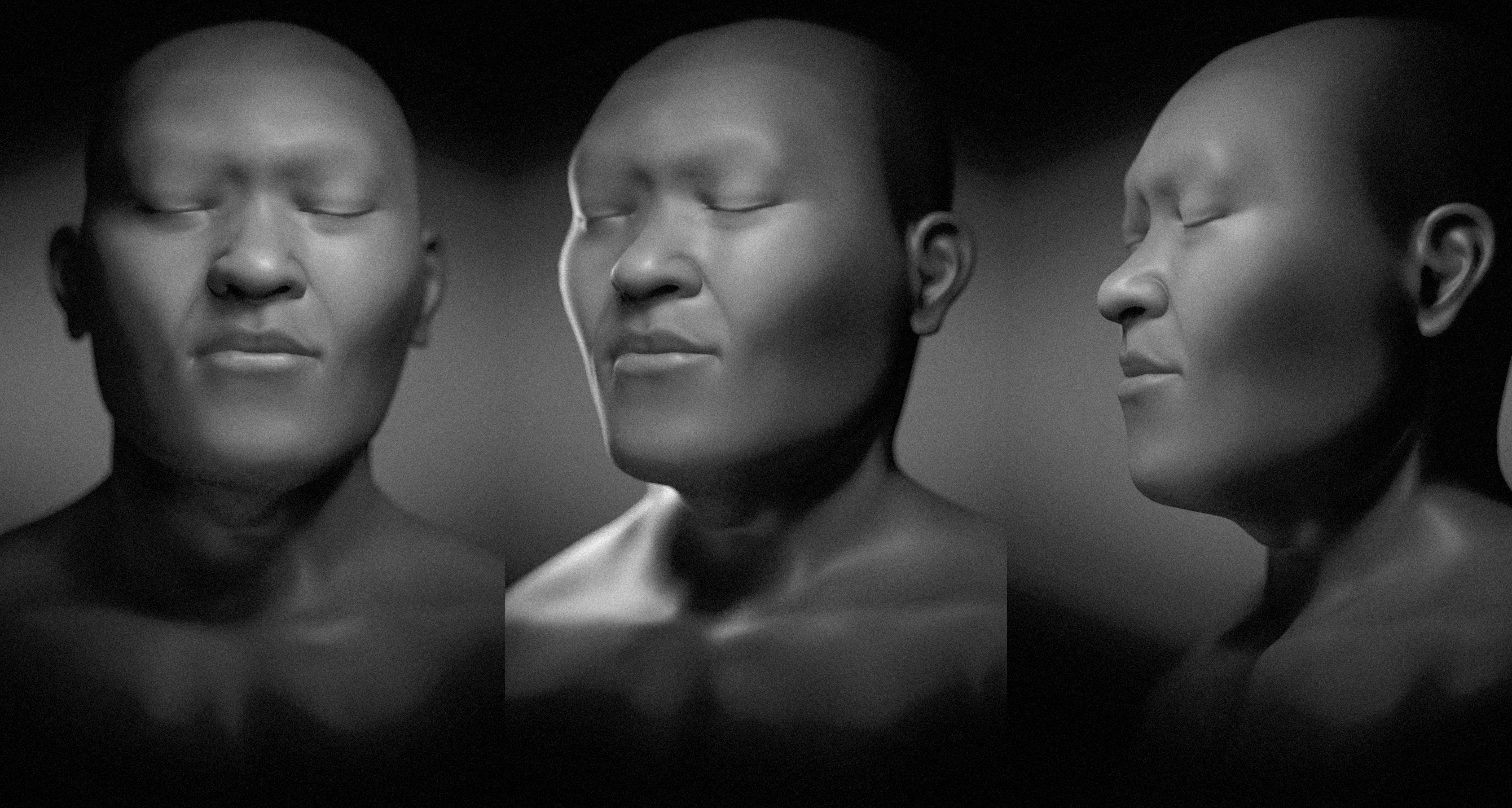
forensische reconstructie van de Nazlet Khater-man